# سندارية الحمضيات
سِندارية الحمضيات أو وصم سِكّو هو فطر من جنس سندارية، يصيب الليمون الحامض والأترج.